# 18498 Cesaro
18498 Cesaro (1996 MN) là một tiểu hành tinh vành đai chính được phát hiện ngày 22 tháng 6 năm 1996 bởi P. G. Comba ở Prescott.